# Route nationale 93 (Belgique)
Pour les articles homonymes, voir Route nationale 93.
La route nationale 93 est une route nationale de Belgique qui relie Namur à Nivelles, en passant par Sombreffe. Celle-ci est prolongée à Belgrade (Namur) par la route nationale 4 en direction du centre de Namur. Elle est longue de 38,056 kilomètres.

## Historique
Le 31 octobre 1764, la ville de Nivelles est autorisée à construire la route la rejoignant aux Trois-Bras (aujourd’hui les Quatre-Bras), sur Baisy-Thy. Sa construction est entreprise plus tard, vraisemblablement autour de 1772, puisque la chaussée de Nivelles à Namur figure sur la Carte de Ferraris établie de 1770 à 1778. Conformément aux désirs du gouvernement, on la dirigea de manière à éviter les bois que le domaine et le chapitre de Sainte-Gertrude possédaient en commun à Loupoigne (Le Bois du Hazoy).
À l'origine, cette chaussée démarrait au Faubourg de Namur, nom donné jusqu'en 1918 à l'actuelle rue de Namur qui relie le Boulevard Fleur de Lys à la Gare de Nivelles (anciennement Gare de l'Est). L'actuel Faubourg de Namur (portion du tracé à l'est de la Gare) en constitue donc le tracé originel, bien que la Nationale 93 se soit décalée plus au sud avec la construction du Boulevard Général Jacques et de l'Avenue du Centenaire dans la première moitié du XXe siècle. Ancien et nouveau tracés se rejoigne au lieu-dit Campagne de Notre-Dame des Sept Douleurs (rond-point de la pharmacie militaire).

## Description du tracé
Cette route relie Nivelles à Namur en rejoignant la route nationale 4 à Belgrade.

### Communes sur le parcours
- Région wallonne
  -  Province de Namur
    - Namur
    - Jemeppe-sur-Sambre
    - Gembloux
    - Sombreffe

  -  Province de Hainaut
    - Fleurus

  -  Province du Brabant wallon
    - Villers-la-Ville
    - Genappe
    - Nivelles

## Statistiques de fréquentation
| BK   | Début                           | Fin                   | Trafic moyen journalier (6h–22h, en milliers), | Trafic moyen journalier (6h–22h, en milliers), | Trafic moyen journalier (6h–22h, en milliers), | Trafic moyen journalier (6h–22h, en milliers), | Trafic moyen journalier (6h–22h, en milliers), | Trafic moyen journalier (6h–22h, en milliers), | Trafic moyen journalier (6h–22h, en milliers), |
| BK   | Début                           | Fin                   | 1985                                           | 1990                                           | 1995                                           | 2000                                           | 2005                                           | 2010                                           | 2015                                           |
| ---- | ------------------------------- | --------------------- | ---------------------------------------------- | ---------------------------------------------- | ---------------------------------------------- | ---------------------------------------------- | ---------------------------------------------- | ---------------------------------------------- | ---------------------------------------------- |
| 2,3  | Namur (Belgrade)                | Namur (Suarlée) N958  | 7,4                                            | 7,2                                            | 8,2                                            | 7,8                                            | 8,2                                            | 7,4                                            | –                                              |
| 2,8  | Namur (Suarlée) N958            | Namur (Temploux) N912 | 5,8                                            | 7,2                                            | 8,0                                            | 9,1                                            | 8,1                                            | 7,8                                            | –                                              |
| 15,2 | – 13 Spy                        | Sombreffe             | 3,0                                            | 4,3                                            | 4,8                                            | 5,1                                            | 5,1                                            | 5,5                                            | –                                              |
| 16,7 | Sombreffe                       | Sombreffe N273        | 4,5                                            | 6,2                                            | 7,4                                            | 7,5                                            | 8,5                                            | –                                              | –                                              |
| 25,7 | Villers-la-Ville (Marbais) N275 | Genappe (Baisy-Thy)   | 5,0                                            | 6,5                                            | 7,4                                            | 8,1                                            | 8,3                                            | –                                              | –                                              |
| 28,5 | Genappe (Baisy-Thy)             | Nivelles (Thines)     | 3,1                                            | 3,9                                            | 4,3                                            | 4,6                                            | 4,6                                            | 4,1                                            | –                                              |